# Ptinídeos

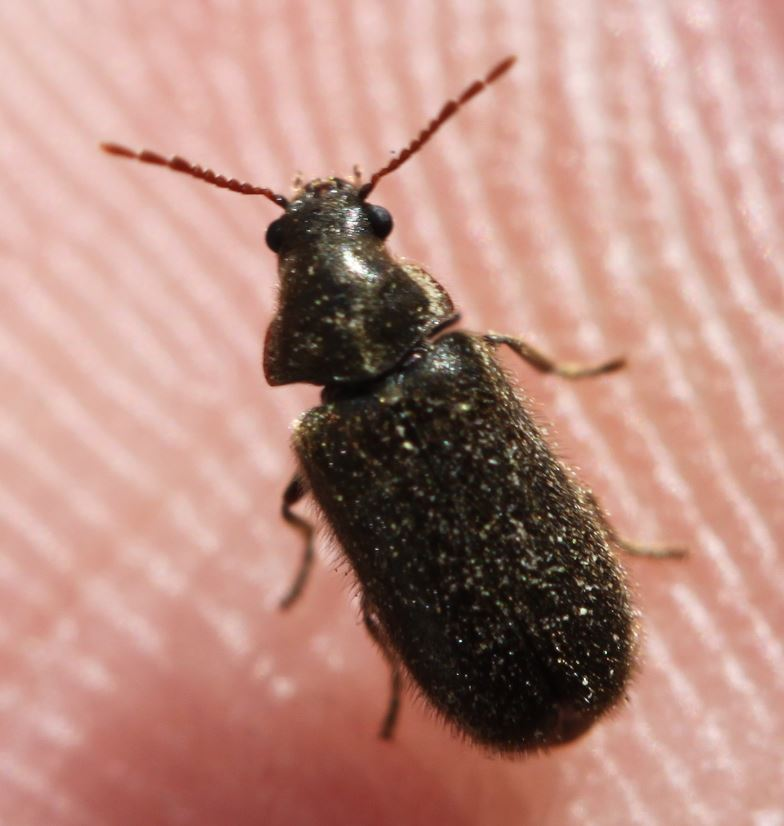
Xestobium plumbeum

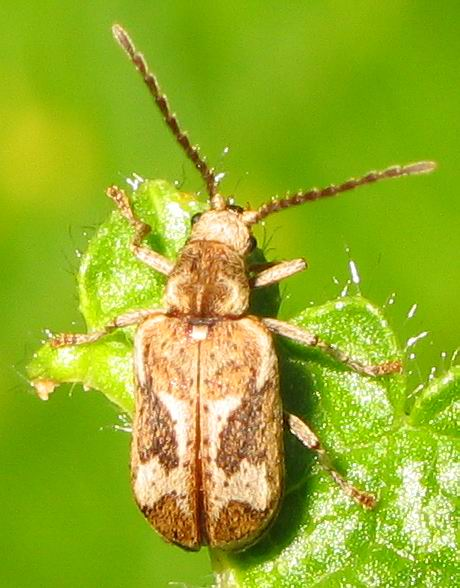
Hedobia imperialis, Broca de madeira com leque

Ptinídeos (Ptinidae) é uma família de besouros da superfamília Bostrichoidea. Existem pelo menos 220 gêneros e 2.200 espécies descritas em Ptinidae em todo o mundo.  A família inclui besouros aranha e besouros deathwatch.
As espécies da família Ptinidae são difíceis de identificar porque são muito pequenas e possuem uma estrutura corporal compacta. Eles também têm morfologias semelhantes dentro dos gêneros e espécies da família.
Existem três grupos principais na superfamília Bostrichoidea: Bostrichidae, Anobiidae e Ptinidae. Estes sofreram mudanças frequentes na classificação hierárquica desde a sua criação. Eles foram tratados como uma única família, três famílias independentes, as duas famílias Bostrichidae e Anobiidae, ou as duas famílias Bostrichidae e Ptinidae. A literatura mais recente trata estes como as duas famílias Bostrichidae e Ptinidae, com Anobiidae uma subfamília de Ptinidae (Anobiinae).
Os besouros-aranha são assim chamados porque se parecem com aranhas. Algumas espécies têm pernas longas, antenas que podem parecer um par adicional de pernas e uma forma de corpo que pode parecer superficialmente com a de uma aranha.
Os besouros Deathwatch são nomeados por causa de um ruído de clique que duas (e possivelmente mais) espécies tendem a fazer nas paredes das casas e outros edifícios. Esse ruído de clique é projetado para se comunicar com parceiros em potencial, mas historicamente causa medo de morte iminente durante tempos de peste e doença.

## Pragas
As larvas de várias espécies de Ptinidae tendem a perfurar a madeira, ganhando o nome de "caruncho" ou "broca da madeira". Várias espécies são pragas, causando danos a móveis de madeira, estruturas de casas, tabaco e produtos alimentícios secos. Os besouros Deathwatch Xestobium rufovillosum, Hemicoelus carinatus e Hemicoelus gibbicollis são pragas economicamente significativas, danificando pisos, vigas e outras madeiras em habitações.
O "besouro de móveis", Anobium punctatum, é uma espécie que é frequentemente encontrada emergindo de móveis de madeira em casa. O "besouro da drogaria", Stegobium paniceum, é conhecido por infestar uma variedade de materiais armazenados, incluindo pão, farinha, cereais, medicamentos prescritos, pó de estricnina, alimentos embalados e até túmulos egípcios.
O "besouro do cigarro", Lasioderma serricorne, é uma praga generalizada e destrutiva do tabaco colhido e fabricado. Danos e perdas econômicas de infestações de L. serricorne foram estimados pelo USDA em 0,7% do total de produtos de tabaco armazenados em 1971.